# Polyzonus violaceus
Polyzonus violaceus là một loài bọ cánh cứng trong họ Cerambycidae.